# Union (Kentucky)
Union ist eine Stadt mit dem Status „home-rule class city“ im Boone County im Norden des Bundesstaates Kentucky in den Vereinigten Staaten. Bei der letzten Volkszählung im Jahr 2020 hatte Union innerhalb des inkorporierten Teils des Stadtgebietes 7.416 Einwohner. Rechnet man auch die Personen mit ein, die außerhalb der definierten Stadtgrenzen wohnen, aber deren Postanschrift zu Union gehört, leben in Union nach einer Schätzung von 2022 ca. 24.980 Einwohner.

## Lage

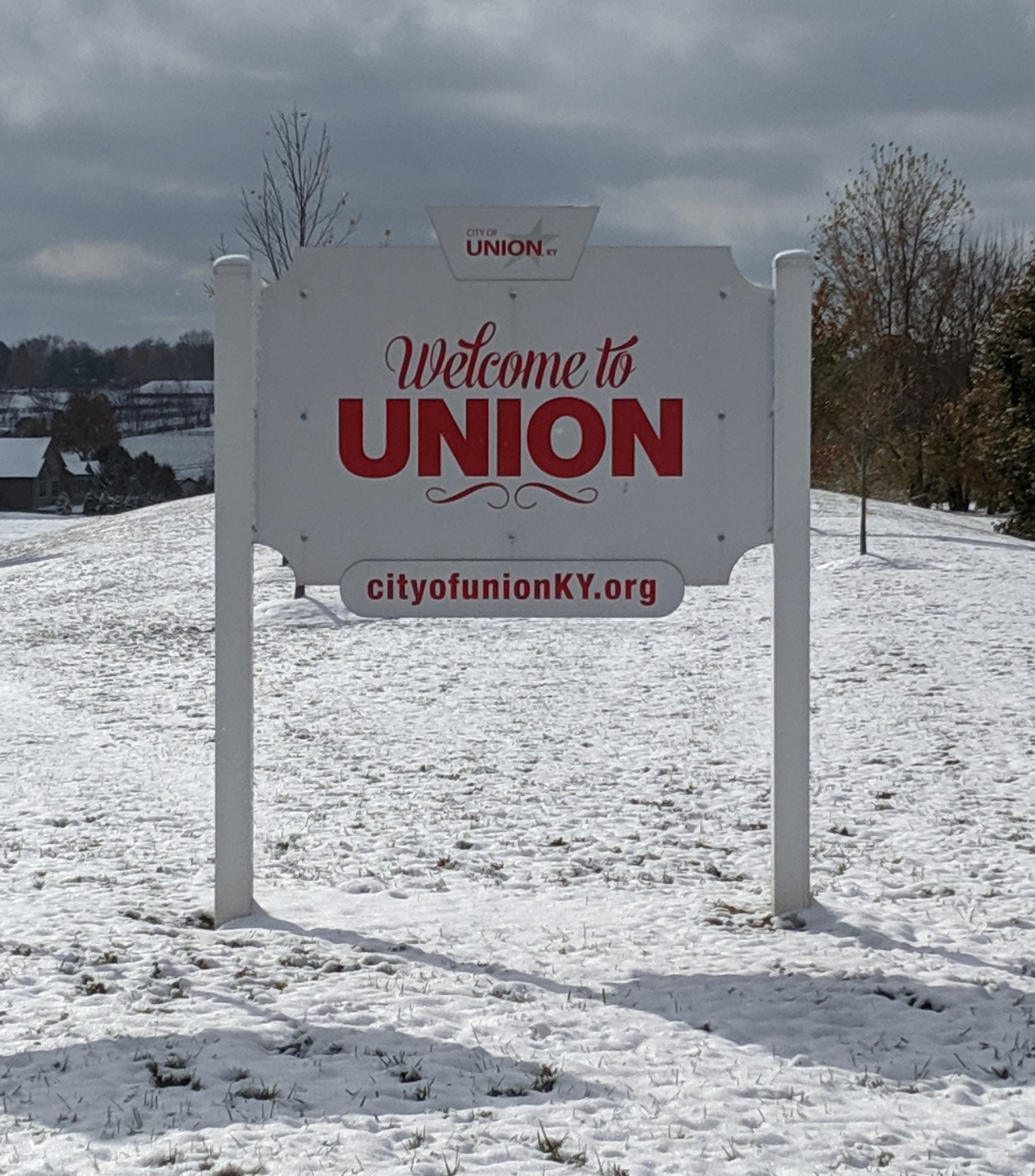
Willkommensschild

Die Stadt Union liegt in der Metropolregion Cincinnati im Norden des Bundesstaates Kentucky, rund 20 Kilometer Luftlinie südwestlich des Stadtzentrums von Cincinnati. Die Grenzen zu den Bundesstaaten Ohio und Indiana liegen jeweils rund 14 Kilometer nördlich bzw. westlich. Umliegende Städte und Siedlungen sind Burlington und Oakbrook im Norden, Florence im Nordosten, Devon im Osten, Richwood im Südosten, Beaverlick im Süden, Bigbone im Südwesten und Belleview im Westen. Westlich von Union liegt das Landschaftsschutzgebiet Boone County Cliffs State Nature Preserve und südwestlich der Big Bone Lick State Park.

## Geschichte

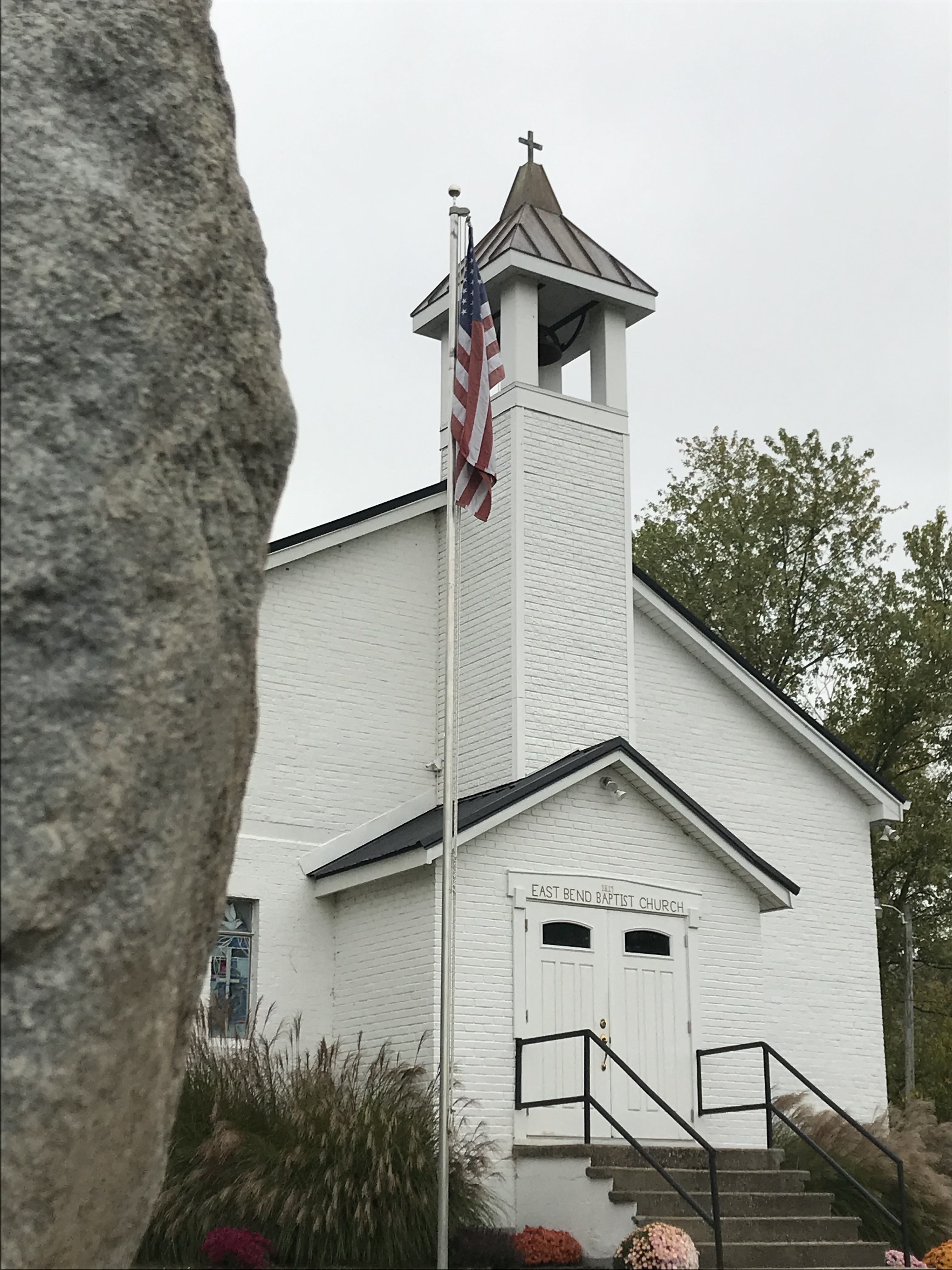
East Bend Church

Gegen Ende des 18. Jahrhunderts kamen europäischstämmige Siedler in der Gegend um die heutige Stadt Union an. Um 1799 erwarb der Siedler Jacob Fowler rund 2000 Hektar Land in der Gegend. Sein Sohn Benjamin Piatt Fowler, der auch den Fähranleger Piatt’s Landing am Ohio River errichtete, baute im Jahr 1817 schließlich ein Haus im heutigen nördlichen Teil des Stadtgebietes. Der Name des Ortes wurde um 1833 erstmals verwendet und am 17. Januar 1838 wurde Union mit festgelegten Grenzen als Stadt inkorporiert. Das historische Stadtzentrum befindet sich im Westen des heutigen Stadtgebietes an der Kreuzung von Old Union und Mt Zion Road. Für das Jahr 1847 wird Union als Ort mit zwei Kirchen, einem Laden, einer Arztpraxis und 50 Einwohnern beschrieben.
Eine Poststation wurde 1850 in Betrieb genommen. Ab 1869 gab es auch eine Schule in der Stadt; ein Jahr später wurde die Union Presbyterian Church errichtet. Die baptistische Kirchengemeinde von Union wurde im Januar 1887 gegründet, zuvor mussten die Gemeindemitglieder einen relativ weiten Fußweg bis nach Bigbone im Kauf nehmen. Zu Beginn des 20. Jahrhunderts gab es in Union einen Gemischtwarenladen, eine Apotheke und zwei Ärzte sowie eine Schmiede. Im September 1903 eröffnete eine Bankfiliale. Ende Dezember 1914 kam es in der Innenstadt von Union zu einem Brand, bei dem das Bankgebäude, die Poststelle und ein Geschäftshaus zerstört wurden.
In den 1930er Jahren wurden Union die Stadtrechte entzogen, da die Stadtverordneten nicht in der Lage waren, eine funktionierende Verwaltung aufzustellen. Im Jahr 1969 erhielt Union das Stadtrecht zurück, bei der Volkszählung im folgenden Jahr lebten dort 233 Einwohner. Mit dem Wachstum der Metropolregion Cincinnati entwickelte Union sich zunächst zu einer Trabantenstadt, später siedelten sich auch Unternehmen und Arbeitgeber in den näher gelegenen Vorstädten wie Florence an. Bis 2020 stieg die Einwohnerzahl auf 7416 an. Im Juli 2022 wurde in Union mit dem Bau des Cincinnati Children’s Hospital Medical Center begonnen.

## Bevölkerung
Bei der Volkszählung im Jahr 2020 hatte Union 7416 Einwohner in 1835 Haushalten. Von den Einwohnern waren 91,7 Prozent Weiße, 2,5 Prozent waren asiatischer Abstammung und der Rest gab mehrere Abstammungen an. Hispanics bzw. Latinos machten einen Anteil von 3,1 Prozent an der Gesamtbevölkerung aus. Nach Altersstruktur waren 28,9 Prozent der Einwohner jünger als 18 und 12,6 Prozent der Einwohner älter als 65 Jahre. Das Medianeinkommen eines Haushalts in Union lag bei 128.050 US-Dollar; 1,4 Prozent der Einwohner lebten unterhalb der Armutsgrenze.

## Politik
Die Stadtverordnetenversammlung von Union besteht aus dem Bürgermeister, vier Stadtverordneten und einem „City Administrator“. Seit dem 1. Januar 2015 ist Larry King Solomon (parteilos) Bürgermeister von Union. Er wurde in der Bürgermeisterwahl am 8. November 2022 mit 72,4 Prozent der Stimmen für eine weitere Amtszeit von vier Jahren bestätigt.
Im Repräsentantenhaus der Vereinigten Staaten gehört Union zum 4. Kongresswahlbezirk von Kentucky. Für das Repräsentantenhaus von Kentucky liegt der größte Teil der Stadt im 60. Wahlbezirk, kleine Teile liegen auch im 61. und im 66. Wahlbezirk.

## Infrastruktur

### Verkehr

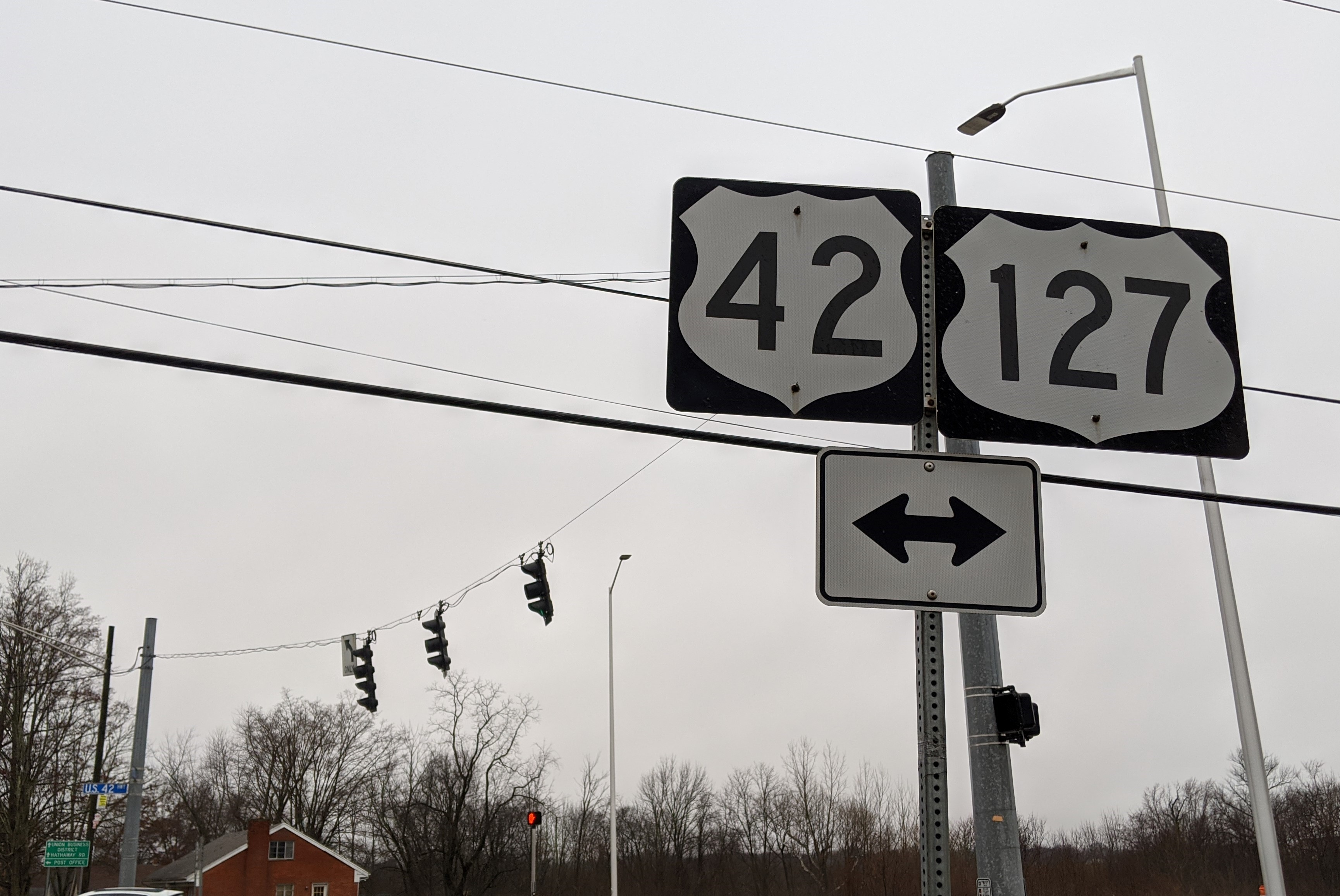
Kreuzung der U.S. Highways 41 und 275 mit der Kentucky State Route 536 in Union

Union liegt an den U.S. Highways 41 und 275 zwischen Florence und Louisville, die an dieser Stelle auf einer Trasse verlaufen, sowie an den Kentucky State Routes 237 und 536. Der Interstate-Highway 71 liegt wenige Kilometer östlich der Stadt. Der Flughafen Cincinnati liegt nördlich von Union.

### Bildung

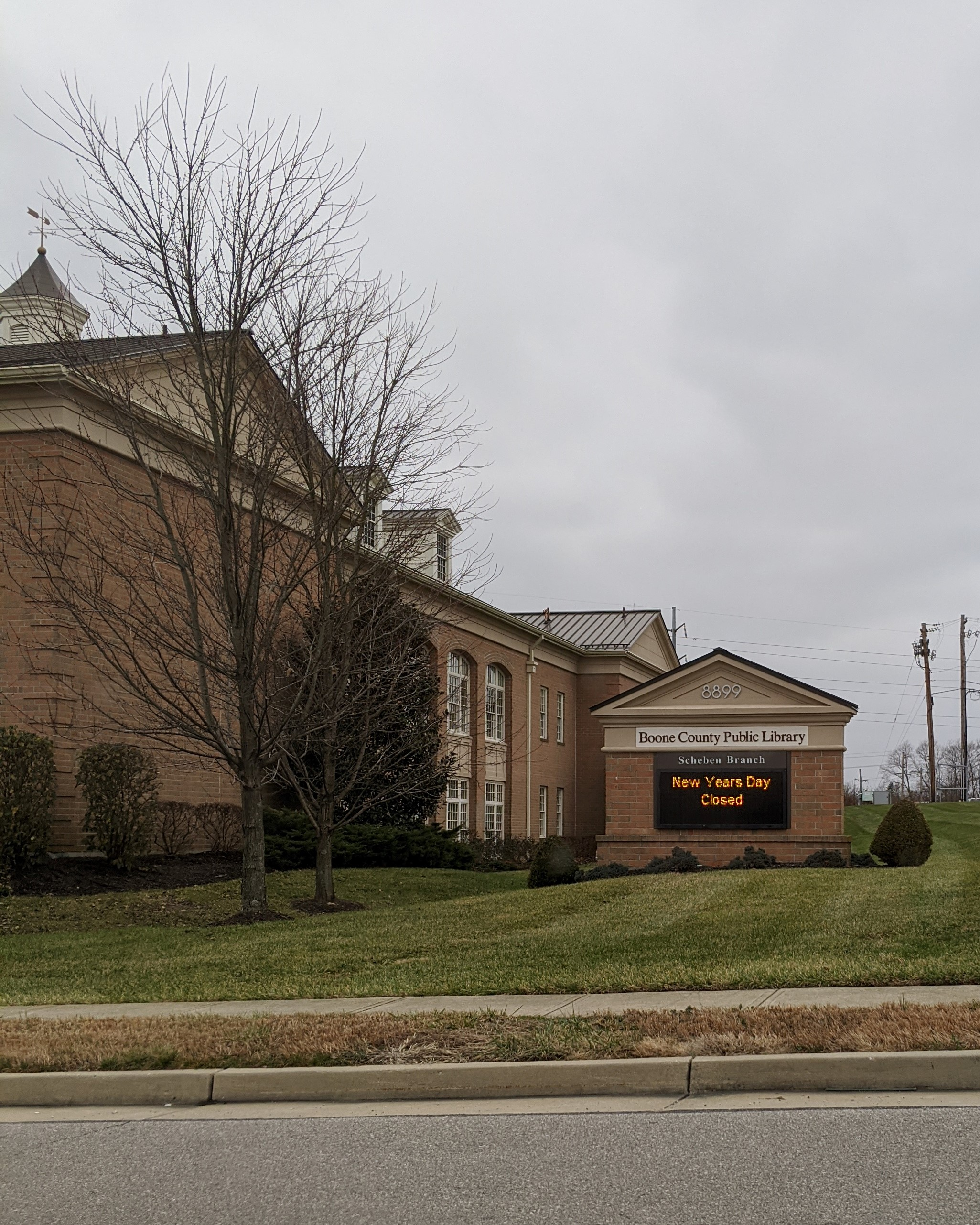
Boone County Public Library

In Union gibt es drei Grundschulen (PreK–5), zwei Mittelschulen (6–8) und zwei Highschools (9–12). Im Schuljahr 2023/24 wurden die Schulen von insgesamt 7364 Schülern besucht. Die Highschools unterhalten eine Austauschpartnerschaft mit dem Städtischen Gymnasium Wermelskirchen. In der Stadt befindet sich zudem die Boone County Public Library.

## Baudenkmale
In Union sind insgesamt 19 Bauwerke im National Register of Historic Places eingetragen.

## Persönlichkeiten
- Steve Flesch (* 1967), Golfer
- Josh Hutcherson (* 1992), Schauspieler, u. a. Die Tribute von Panem